# 大卫·马蒂
大卫·马蒂（法語：David Marty；1982年10月30日—）是一位法國橄欖球運動員。他是法國國家橄欖球隊的一員，代表法國參加了2011年世界盃橄欖球賽。